# خومیژ
خومیژ (به چکی: Chomýž) یک منطقهٔ مسکونی در جمهوری چک است که در ناحیه کرومیریژ واقع شده‌است. خومیژ ۳٫۵۶ کیلومتر مربع مساحت و ۳۶۰ نفر جمعیت دارد و ۲۹۷ متر بالاتر از سطح دریا واقع شده‌است.